# سم‌وایز گمجی
سم‌وایز گمجی (به انگلیسی: Samwise Gamgee) شخصیتی خیالی در رشته‌افسانه تالکین که در داستان ارباب حلقه‌ها از شخصیت‌های اصلی محسوب می‌شود. او خدمتکار فرودو بگینز، و تنها عضو یاران حلقه است که تا پایان مأموریت فرودو، همراه او بود.

## تاریخچه
سم برخلاف سه همراه هابیت‌اش نجیب نبود و اغلب به پدرش در باغبانی کمک می‌کرد. او خواندن و نوشتن را از بیلبو بگینز آموخت و همین‌طور داستان‌های بیلبو دربارهٔ الف‌ها و ماجراجویی‌هایش را گوش می‌داد و از اینرو عاشق الف‌ها بود. سم همراه پدرش، هامفست گمجی، در بگ‌شات نزدیک بگ‌اند زندگی می‌کرد. مادرش بل گودچایلد بود و پنج خواهر و برادر هم داشت: هامسون، هافرد، دیسی، می و ماری‌گلد.
بعنوان «تنبیه» بعد از گوش دادن به حرف‌های گندالف و فرودو دربارهٔ خطر حلقه یگانه، سم اولین یار فرودو برای سفر به ریوندل شد. در طی این مأموریت برای نابودی حلقه، سم بارها جان فرودو را نجات داد، و حتی در کوه هلاکت هم همراه فرودو بود.

### سفر به ریوندل
سم به همراه فرودو عازم کریک‌هالو شد. او اینطور وانمود می‌کرد که قرار است باغبان خانه جدید فرودو در کریک‌هالو باشد. زمانی که هابیت‌ها کریک‌هالو را ترک کردند، در جنگل قدیمی سم تنها کسی بود که بیدار ماند، در حالی که بقیه از فرط خستگی در درهٔ ویتی‌ویندل به خواب فرو رفته بودند. او فرودو را از غرق شدن در رودخانه نجات داد، و سپس تام بامبادیل از راه رسید و مری و پپین را از دام بید پیر رها کرد.
در مهمان‌خانه اسبچه راهوار بیشتر از بقیه هابیت‌ها به تک‌آوری به نام استرایدر که قصد راهنمایی هابیت‌ها در ادامه سفرشان را داشت، مظنون بود. بعد از مدتی گفتگو و خواندن نامهٔ گندالف، فرودو تصمیم گرفت به استرایدر اطمینان کند، و آن‌ها صبح روز بعد بیری را ترک کردند. بعد از حمله‌ای که به مهمان‌خانه شده بود، اثری از اسبچه‌های مری یافت نشد. بنابراین بارلی‌من باتربار، صاحب مهمان‌خانه، یک اسبچه خرید و به عنوان خسارت به مری داد. سم خیلی زود با اسبچه جدید دوست شد، به‌طوری‌که تمام راه را در کنار آن راه می‌رفت و نامش را بیل گذاشت.
بعد از اینکه فرودو در ودرتاپ توسط تیغ پادشاه جادوپیشه زخمی شد، سم بیشتر از همه نگران او بود. اما وقتی فرودو از او خواست داستانی تعریف کند، سم شروع کرد به خواندن شعری مسخره و خنده دار دربارهٔ یک ترول. بعد از آن فرودو بخاطر زخمش بشدت مریض شد و حتی زمانی که او را در ریوندل مداوا می‌کردند، سم از او جدا نشد. وقتی که فرودو برای بحث در مورد حلقه راهی شورای الروند شد، سم نیز بدون داشتن دعوت قبلی همراه او رفت. و سرانجام فرودو داوطلب شد حلقه را به موردور ببرد.

### یاران حلقه
سم و فرودو به همراه هفت نفر دیگر که به یاران حلقه شهرت یافتند، ریوندل را ترک کردند. سم خیلی زود نشان داد که فرد مفیدی برای این مأموریت هست، در دروازه موریا، سم اولین کسی که متوجه حمله جانوری شد که بازوهایش از آب‌های تیره بیرون آمده و فرودو را گرفته بود. او ابتدا به دنبال اسبچه‌اش بیلی که از ترس پا به فرار گذاشته بود رفت، سپس گریان به طرف فرودو رفت و بازویی که او را گرفته بود را برید. در طول نبرد اتاق مزربول، سم یک اورک را کشت و از ناحیه سر نیز زخمی شد.
بعد از سقوط گندالف، یاران حلقه به لوتلورین فرار کردند. در آنجا گالادریل از فرودو و سم خواست به آینه‌اش نگاه کنند. سم ابتدا فرودو را با چهره‌ای رنگ پریده، در حالی که بی حرکت زیر صخره‌ای خوابیده بود، دید؛ سپس شایر مقابل چشمانش ظاهر گشت که ویران شده بود، او ترسید و تصمیم گرفت به شایر برگردد، اما با شنیدن حرف‌های گالادریل منصرف شد و گفت بدون اربابش جایی نخواهد رفت. زمانی که یاران حلقه لوتلورین را ترک می‌کردند، گالادریل جعبه‌ای از خاک باغ خودش را به سم داد.
در آمون‌هن، وقتی فرودو رفته بود تا در تنهایی تصمیم بگیرد، فقط سم از مقصود اصلی اربابش خبر داشت. او می‌دانست که فرودو قصد دارد تنها به موردور برود. در حالی که بقیه یاران حلقه در جهات مختلف به جستجوی فرودو می‌پرداختند، سم فهمید که او به طرف قایق‌ها رفته و می‌خواهد به سواحل شرقی رودخانه برود. او خود را به موقع به فرودو رساند و آن‌ها با هم به طرف موردور رفتند.

### به سوی موردور
در امین مویل، سم و فرودو به گالوم برخوردند. فرودو وقتی که مطلع شد گالوم راهی مخفی به موردور را می‌شناسد، زندگی او را بخشید تا به سوی موردور راهنمایی شان کند. اما سم همچنان به گالوم مشکوک بود. در ایتیلین با گروهی از تک‌آوران روبه‌رو شدند که فارامیر فرمانده آنان بود. آن دو شاهد نبردی بین تک‌آوران و جنوبی‌هایی که به موردور می‌رفتند، بودند. بعد از آن فارامیر به آن‌ها گفت که برادر برومیر است و در مورد مرگ بورومیر از فرودو پرسید. سم ماجرای حلقه را فاش کرد، اما فارامیر به آن‌ها قول داد حلقه را نگیرد و کمکشان کند.
گالوم هابیت‌ها را به طرف پلکان کریت آنگول راهنمایی کرد. در آنجا آن‌ها به‌طور مختصر خوابیدند. وقتی که سم بیدار شد گالوم را دید که گویی بر اربابش پنجه می‌کشد و سریع به او مشکوک شد. سم هرگز نفهمید گالوم در حال انجام چه کاری بود، اما در واقع گالوم بعد از دیدن دو هابیت در خواب، خودش را سرزنش می‌کرد، زیرا تصمیم داشت آن دو را به میان تونلی ببرد که خطر در آنجا انتظارشان را می‌کشید. اما حرف‌های تند سم هرگونه احساس پشیمانی را در گالوم از بین برد.
گالوم هابیت‌ها را به کنام شلاب، عنکبوتی غول‌پیکر، رهبری کرد. وقتی که سم با گالوم درگیر بود، شیلاب گردن فرودو را نیش زد. اما نهایتاً سم با چوب‌دستی اش گالوم را از پیش رو برداشت و با شیشهٔ ستاره و استینگ، شمشیر فرودو، به جنگ با شیلاب رفت. او یکی از چشمان عنکبوت را کور، و سپس شکمش را زخمی‌کرد و شیلاب به لانهٔ خویش بازگشت. سم به طرف اربابش رفت، اما او بی‌جان روی زمین افتاده بود. نفس نمی‌کشید و قلبش هم نمی‌زد.
سم نمی‌دانست چه باید بکند، وظیفه اصلی او محافظت از فرودو بود و از طرف دیگر مأموریت برای نابودی حلقه نمی‌بایست ناتمام بماند و او باید راه فرودو را ادامه می‌داد. او شمشیر خودش را روی سینه فرودو گذاشت، استینگ و شیشهٔ ستاره، و در نهایت حلقه را برداشت. جنازهٔ اربابش را در بهترین حالت ممکن رها کرد و رفت تا مأموریت فرودو را به اتمام برساند. اما زیاد دور نشده بود که گروهی از اورک‌ها رسیدند و فرودو را با خود بردند. سم در حالی که آن‌ها را تعقیب می‌کرد فهمید که فرودو هنوز زنده‌است و قصد دارند او را به برج کریت آنگول ببرند.
نیروی هابیتی سم و همچنین عشق به اربابش باعث شد بر قدرت حلقه غلبه کند. او به برج کریت آنگول رفت و در کمال تعجب دریافت که اورک‌ها بخاطر زره میتریل فرودو با هم جنگیده‌اند و عده زیادی کشته شده بودند. او به بالاترین اتاق برج رفت و در آنجا سناگا را در حال شکنجه کردن فرودو دید. بعد از مبارزه‌ای کوتاه، اورک از در باز اتاق به پایین پرت شد و سم فرودو را که برهنه روی کف اتاق افتاده بود، پیدا کرد. بیشتر از زخم‌های بدنش، فکر اینکه حلقه بدست دشمن افتاده فرودو را می‌رنجاند. سم فاش کرد که حلقه را برداشته، و فرودو با لحنی تند حلقه را از او قاپید. سپس فرودو به خود آمد و به خاطر حرف‌هایش عذرخواهی کرد، اما سم دریافت که تأثیر حلقه روی فرودو لحظه به لحظه بیشتر می‌شود.
آن دو لباس‌های اورک‌ها را به تن کرده و به طرف کوه هلاکت راه افتادند. سم احساس می‌کرد که حلقه بیش از حد سنگین و قدرتش روی فرودو افزون شده. تنها کاری که برای راحت‌تر شدن او می‌توانست بکند را انجام داد، آن‌ها لباس‌های اورکی را بدر کردند و سم نیز لوازم آشپزی ای را که مدت‌ها بود حمل می‌کرد، دور انداخت. زمانی که فرودو دیگر توان راه رفتن نداشت، سم او را کول کرد و به طرف کوهستان برد.
همین که به شکاف نابودی نزدیک شدند، گالوم ظاهر شد. سم شمشیرش را کشید و از فرودو خواست به راه ادامه دهد. اما چیزی سم را از کشتن آن جانور بیچاره که سال‌ها در بند حلقه بود، بازداشت. اجازه داد فرار کند و خودش نیز به دنبال فرودو رفت. اما زمانی که او را یافت، فرودو تسلیم قدرت حلقه و از نابود کردن آن منصرف شده بود. گالوم دوباره سررسید، با فرودو درگیر شد و انگشت او را که حلقه درونش بود با دندان برید. گالوم از شور و شوق بدست آوردن حلقه عزیزش شروع به رقصیدن کرد و به داخل آتش کوه هلاکت افتاد. حلقه نابود شد و سرزمین موردور در حال ویران شدن بود.
سم فرودو را به بیرون از کوه برد و در آنجا گندالف با عقاب‌ها آن دو را پیدا کرد. آن‌ها به ایتیلین برده شدند و زخم هایشان توسط آراگورن درمان شد و به قهرمانان غرب مشهور شدند.

### بعد از نابودی حلقه
هر چهار هابیت بعد از جنگ حلقه به خانه بازگشتند و سم اسبچه‌اش، بیلی را در بری پیدا کرد. اما خطر در شایر منتظرشان بود: سارومان و افرادش شایر را تصاحب کرده بودند. تعداد زیادی از درختان را برای فراهم آوردن آتش صنعت قطع کرده بودند و همه چیز همان‌طور بود که سم قبلاً در آیینه دیده بود. هابیت‌ها متجاوزین را بیرون راندند، سم شروع کرد به بازسازی شایر و بذر خاک‌هایی که گالادریل به او داده بود را در سرتاسر شایر کاشت.
او با رزی کاتون ازدواج کرد. آن‌ها صاحب سیزده فرزند شدند: الانور زیبا، فرودو، رز، مری، پی‌پین، گلدیلاکس، هامفست، دیزی، پریمرز، بیلبو، رابی، رابین و تولمن. پس از اینکه ویل وایت‌فود در سال ۷ دوران چهارم از پست خود به عنوان شهردار مایکل دلوینگ (بزرگترین شهر و «پایتخت غیررسمی» شایر) استعفا داد، سم به عنوان شهردار برگزیده شد و ۷ سال در این جایگاه ماند.
بعد از اینکه همسرش در سال ۶۲ د. چ. مرد، سم کتاب سرخ را به پسرش الانور واگذار کرد و خود از میان دریا به غرب سفر کرد تا در سرزمین‌های نامیرا، دوباره به فرودو بپیوندد. (باید گفت که هردوی آن‌ها در آن سرزمین نیز فانی بودند)

## ریشه یابی نام‌ها
سم‌وایز به معنی «ساده فکر» یا «نیمه عقل» و گمجی خلاصه‌ای از نام گمیدجی است. هردوی این کلمات از ترجمه نام او در وسترون، که بانازیر گلباسی است، می‌آیند.
نام سینداری سم‌وایز پرهائل است، که آراگورن او را به این نام صدا می‌زد.